# Dynastini
Dynastini (MacLeay, 1819) è il nome di una tribù di coleotteri appartenenti alla famiglia degli Scarabeidi (sottofamiglia Dynastinae).

## Descrizione

### Adulto

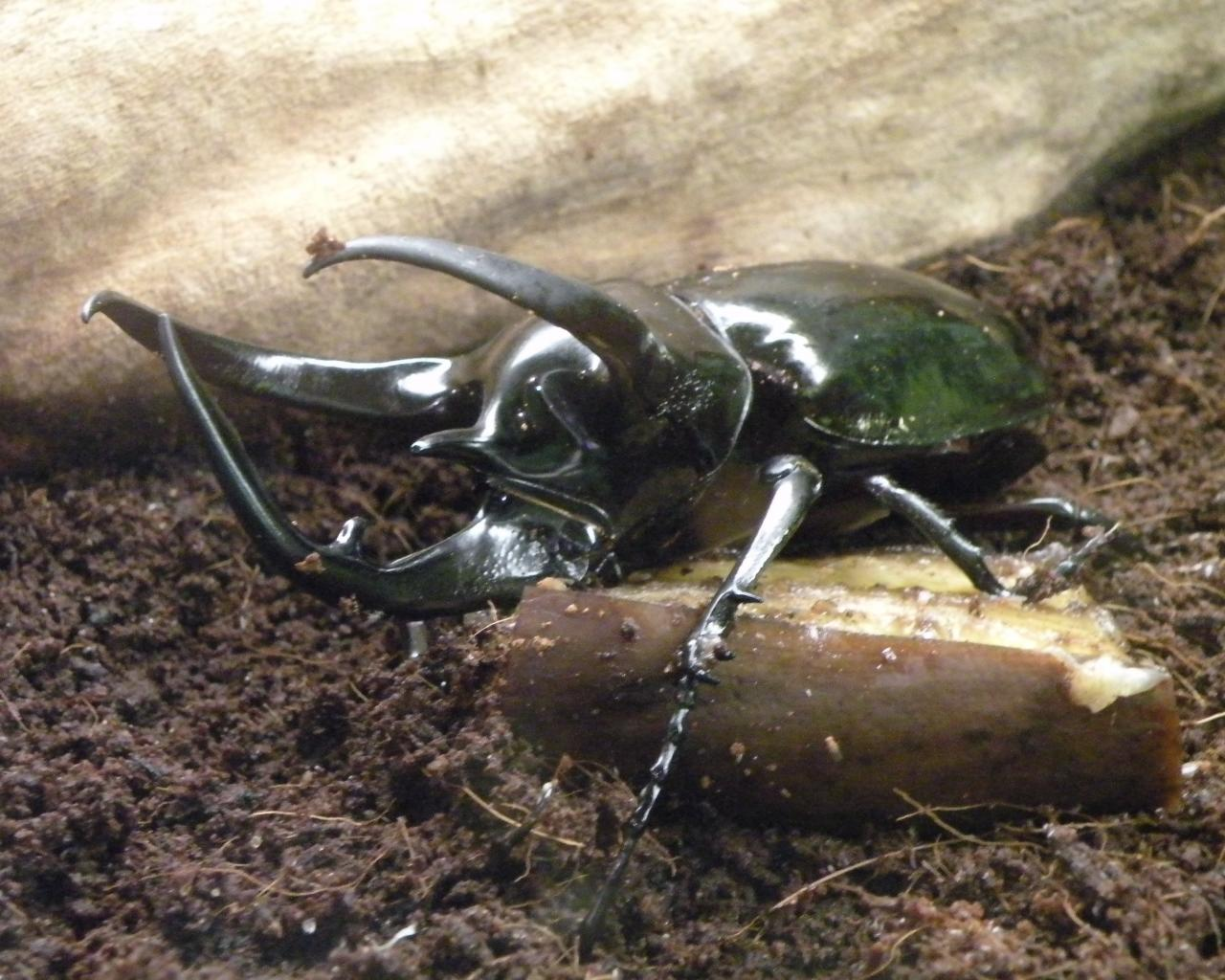
Esemplare di Chalcosoma atlas.

Gli adulti di alcune specie possono raggiungere dimensioni davvero notevoli, come nel caso del Dynastes hercules che può raggiungere i 170 mm. Presentano un corpo robusto e tarchiato, con zampe forti e sviluppate. In questa tribù, il primo paio di zampe è molto sviluppato. I maschi possono apparire molto più grandi delle femmine, a causa delle corna che caratterizza appunto i maschi di questi scarabeidi, che oltre ad essere più piccole sono anche più opache.

### Larva
Le larve hanno l'aspetto di grossi vermi bianchi dalla forma a "C". Presentano la testa sclerificata e le tre paia di zampe atrofizzate. Lungo i fianchi presentano una serie di forellini chitinosi che permettono all'insetto di respirare sottoterra.

## Biologia
Gli adulti sono soliti volare al crepuscolo, in ambienti tendenzialmente tropicali. In alcune specie si possono osservare sui tronchi degli alberi intenti a succhiare la linfa zuccherina che esce dalle crepe sui tronchi. I maschi ingaggiano lotte violente per le femmine e il territorio; tali lotte, tuttavia non hanno mai conseguenze gravi sui partecipanti. Le larve si nutrono di legno morto o materia organica in decomposizione, la durata del periodo di sviluppo può variare a seconda della specie presa in esame.

## Distribuzione
I Dynastini si possono trovare in tutto il mondo, ad eccezione dell'Europa e delle Regioni polari.

## Tassonomia
La tribù comprende i seguenti generi:
- Augosoma Burmeister, 1841
- Beckius Dechambre, 1992
- Chalcosoma Hope, 1837
- Dynastes MacLeay, 1819
- Endebius Lansberge, 1880
- Eupatorus Burmeister, 1847
- Golofa Hope, 1837
- Haploscapanes Arrow, 1908
- Megasoma Kirby, 1825
- Pachyoryctes Arrow, 1908
- Trypoxylus Minck, 1920
- Xylotrupes Hope, 1837